# Winston Post
Winston Post (Vlaardingen, 30 september 1972) is een Nederlandse acteur, presentator, dj en voormalig model.

## Biografie
Post volgde een acteeropleiding aan De Trap en begon zijn acteercarrière in 1999 als Quinten Borgia in de RTL-serie Westenwind. Bij het grote publiek kreeg hij landelijke bekendheid als Benjamin Borges in Goede tijden, slechte tijden, waar hij tot 2004 in te zien was. In april 2004 trouwde hij met Vengaboys-zangeres Denise van Rijswijk, met wie hij in 2005 een zoon en in 2015 een dochter kreeg.
In 2001 was Post onderdeel van het muzikale gelegenheidsgroepje Good Times, samen met collega-GTST-acteurs Aukje van Ginneken, Johnny de Mol en Chanella Hodge. Ze brachten een single uit en traden samen een aantal keren op.
In 2006 was Post finalist in het RTL 4-programma Dancing with the Stars. Bekendheid onder jonge kinderen kreeg Post vanaf 2010 toen hij de rol aannam van de knappe bovenbuurman van K3 in de televisieserie Hallo K3!. Sinds 2011 presenteert Post verschillende (gesponsorde) programma's op RTL 4 en RTL 7.
Post is ook actief in het theater. In het seizoen 2005-2006 speelde hij de solovoorstelling Caveman en van 2012 tot 2014 was hij te zien in de musical De Jantjes in de rol van Mooie Leendert.
In 2011 was Post finalist in het 2e seizoen van de EO-serie De Pelgrimscode, uitgezonden op Nederland 1. In 2014 was hij een van de 24 kandidaten die meededen aan het 3e seizoen van de Nederlandse uitvoering van het tv-spelprogramma Fort Boyard. Dit wist hij samen met Bas Muijs, Sebastiaan Labrie en Koert-Jan de Bruijn te winnen.
Post is tevens hobby-coureur. In 2005 deed hij mee aan de Dakar-rally. Ook doet hij mee aan races op circuits.

## Theater
- 2005-2006 - Caveman (monoloog)
- 2008-2009 - Ik beken (monoloog)
- 2012-2015 - De Jantjes, als Mooie Leendert
- 2018-2019 - Soof, als Winston Post
- 2021-2022 - Liften 2: Girls night-Inn, als Youri